# Ад каннибалов
«Ад каннибалов» (англ. Cannibal Holocaust) — итальянский фильм ужасов о каннибалах 1980 года, поставленный Руджеро Деодато по сценарию Джанфранко Клеричи. Считается одним из первых примеров фильмов жанра найденной плёнки. Также является одним из самых скандальных фильмов за всю историю из-за жёстких сцен насилия и реального убийства животных. Первоначально фильм был запрещён почти в 60 странах.
По сюжету фильма Гарольд Монро (в исполнении Роберта Кермана), антрополог из Нью-Йоркского университета, который возглавляет команду спасателей в тропических лесах Амазонки, ищет пропавшую там съёмочную группу. Группа, состоящая из четырёх человек, снимала документальный фильм о местных племенах каннибалов. Когда спасательной команде удается вернуть только утерянные  плёнки кинематографистов, американская телекомпания хочет выпустить отснятый материал в эфир. После просмотра всей плёнки Монро приходит в ужас от действий документалистов. Фильм представляет собой резкую сатиру на американский культ насилия.
Снятый в жанре популярного в 1970-х годах каннибальского направления итальянского эксплуатационного кино, «Ад каннибалов» был вдохновлён террористическими действиями леворадикальной организации Красные бригады. Освещение их действий в СМИ включало новостные репортажи, которые, по мнению Деодато, были постановкой. Эта идея стала неотъемлемой частью сюжета фильма. На дополнительные сюжетные элементы повлияли мондо-фильмы режиссёра Гуальтьеро Якопетти, в том числе презентация потерянных кадров съёмочной группы, которые составляют примерно половину фильма. Подобная новаторская стилизация фильма, отличающаяся своим визуальным реализмом, позже была популяризирована в американском кинематографе фильмом «Ведьма из Блэр: Курсовая с того света» (1999). Съёмки «Ада каннибалов» проходили в основном в окрестностях реки Амазонка в Колумбии, при участии живущих там коренных племён.
«Ад каннибалов» получил широкую известность благодаря спорам, возникшим вокруг жестокости, показанной в фильме. После премьеры фильма в Италии Деодато был арестован по обвинению в непристойности. Позже ему были предъявлены обвинения в нескольких убийствах из-за слухов, которые утверждали, что несколько актёров были специально убиты на камеру. Хотя с Деодато были сняты эти обвинения, фильм был запрещён в Италии, Австралии и ряде других странах из-за его визуального содержания, включающего сексуальное насилие и жестокое обращение с животными. С тех пор многие страны сняли запрет на показ фильма, но в некоторых странах он до сих пор остаётся в силе. Отзывы критиков на фильм неоднозначные, хотя в сообществе фанатов ужасов фильм считается культовой классикой. Сюжет фильма и насилие в нём были отмечены как подтекстовый комментарий к этике в журналистике, эксплуатации развивающихся стран и как сравнение современного и нецивилизованного общества, однако эти интерпретации также были встречены критикой, причем любой предполагаемый подтекст был сочтён лицемерным из-за содержания фильма.

## Сюжет
Небольшая съёмочная группа, состоящая из четырёх человек, отправляется в дебри Амазонки, чтобы снять документальный фильм о последних на земле каннибалах. Отправившись в опасное путешествие, они бесследно пропадают. Спустя время группа спецназа выходит на группу туземцев племени Якумо и всех, за исключением одного, сына шамана, уничтожают. У него бойцы находят бензиновую зажигалку, которая принадлежала Фэй Дениэлс, члену пропавшей съёмочной группы.
Из Нью-Йорка прибывает профессор Гарольд Монро, цель которого — найти пропавших или отснятый ими материал. Вместе с двумя проводниками и пленным он направляется в джунгли, которые местные окрестили Зелёным Адом. По пути Чако Лосожос, один из проводников, рассказывает Монро о том, что существуют два самых жестоких племени каннибалов, которых боятся даже Якумо: «Ямомомо», Древесные Люди и «Шаматари», Болотные Люди. Оба племени враждуют и поедают друг друга.
В обмен на пленного экспедиция благополучно минует территорию племени Якумо и углубляется туда, где обитают каннибалы.
Оказавшись свидетелями столкновения Шаматари и Ямомомо, экспедиция оказывает помощь последним и таким образом зарабатывает право посетить их деревню, где белых, несмотря на военную помощь, встречают со страхом и недоверием. Позже профессор находит останки съёмочной группы и спрятанный в коробках негатив. Однако вождь Древесных Людей не собирается отдавать коробки, поэтому профессор прибегает к хитрости: он записывает голос вождя на диктофон, а после обменивает его на видеоматериал. Как ему переводит Чако: «Он говорит, что тот, кто может украсть голос, тот может украсть и душу».
Вернувшись в Нью-Йорк, Монро и ещё несколько человек начинают смотреть отснятый материал. Обнаруживается, что придя в деревню «Якумо», члены съёмочной группы её подожгли, оборвали священный ритуал, а позже изнасиловали и казнили туземку (насадив её на кол и выдав это за ритуал каннибалов) , принадлежащую уже «Древесным Людям». Вскоре разгневанные каннибалы убивают участников съёмочной группы одного за другим, а те продолжают снимать всё до самого последнего момента.
После просмотра Монро и все остальные приходят к выводу, что плёнка слишком пугающая и жестокая, чтобы выпустить её в прокат, и решают её уничтожить. Однако киномеханик игнорирует указание и продаёт фильм журналистам за большие деньги, за что попадает в тюрьму (о чём сообщают финальные титры).
Финальный вопрос звучит из уст профессора: «Так кто же настоящие каннибалы?».

## Команда

### В ролях
| Актёр                  | Роль                    |
| ---------------------- | ----------------------- |
| Роберт Керман          | профессор Гарольд Монро |
| Карл Гэбриел Йорк      | Алан Йейтс              |
| Лука Барбарески        | Марк Томазо             |
| Франческа Кьярди       | Фэй Дэниелс             |
| Перри Пирканен         | Джек Андерс             |
| Сальваторе Базиле      | Чако Лосойос            |
| Рикардо Фуэнтес        |                         |
| Паоло Паолони          | 1-й исполнитель         |
| Лионелло Пио Ди Савойя | 2-й исполнитель         |
| Луиджина Рокки         |                         |
| Энрико Папа            | телеинтервьюер          |
| Дэвид Сэйдж            | отец Алана              |
| Руджеро Деодато        | мужчина в кампусе       |
| Люсия Костантини       | прелюбодейка            |

### Съёмочная группа
- Режиссёр: Руджеро Деодато
- Продюсеры:
  - Франко ди Нунцио
  - Франко Палладжо
- Сценарист: Джанфранко Клеричи
- Оператор: Серджо Д’Оффизи
- Композитор: Риз Ортолани
- Монтажёр: Винченцо Томасси
- Художник: Массимо Антонелло Геленг
- Гримёр: Массимо Гистини
- Ассистенты режиссёра:
  - Ламберто Бава
  - Сальваторе Басиле
- Спецэффекты: Альдо Гаспарри

## Производство

### Разработка

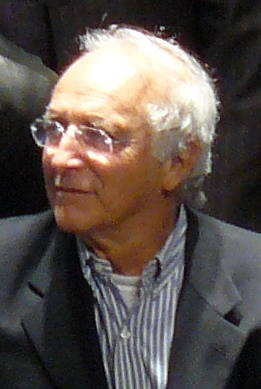
Режиссёр фильма — Руджеро Деодато в 2008 году.

Производство «Ада каннибалов» началось в 1979 году, когда немецкие кинопродюсеры связались с режиссёром Руджеро Деодато с просьбой снять фильм, аналогичный его предыдущему фильму «Последний мир каннибалов», который более известен в России под названием «Ад каннибалов 3». Он согласился участвовать в проекте и сразу же отправился на поиски продюсера, выбрав своего друга Франческо Паладжи. Они вдвоём первыми прилетели в Колумбию, чтобы найти места для съёмок. Летисия была выбрана в качестве основного места съёмок после того, как Деодато встретил колумбийского режиссёра-документалиста в аэропорту Боготы, который предложил город в качестве идеального места для съёмок. Рассматривались и другие места, в частности то, где Джилло Понтекорво снимал фильм «Кеймада» (1969), но в итоге Деодато остановился на Летисии из-за отсутствия в других местах подходящего тропического леса.

## Саундтрек
| №                   | Название                          | Длительность |
| ------------------- | --------------------------------- | ------------ |
| 1.                  | «Cannibal Holocaust (Main Theme)» | 2:57         |
| 2.                  | «Adulteress' Punishment»          | 3:21         |
| 3.                  | «Cameraman's Recreation»          | 3:16         |
| 4.                  | «Massacre of the Troupe»          | 3:53         |
| 5.                  | «Love with Fun»                   | 2:55         |
| 6.                  | «Crucified Woman»                 | 2:20         |
| 7.                  | «Relaxing in the Savannah»        | 3:06         |
| 8.                  | «Savage Rage»                     | 3:41         |
| 9.                  | «Drinking Coco»                   | 3:23         |
| 10.                 | «Cannibal Holocaust (End Theme)»  | 3:54         |
| Общая длительность: | Общая длительность:               | 32:46        |

- «Затерянный мир каннибалов» — это фильм Деодато, снятый раньше «Ада каннибалов», но не связанный с ним сюжетно и прошедший практически незамеченным. После скандального успеха первого «Ада» он был вновь запущен в прокат под названием «Ад каннибалов 3». А также в 1985 году вышел фильм «Ад каннибалов 4. Режь и беги!», имеющий аналогичное отношение к «Аду каннибалов» 1980 года.
- В связи с уникальностью жанра в обществе ходили реальные слухи, что все участники съёмок были действительно убиты каннибалами, вследствие чего Деодато был арестован полицией. Однако выяснилось, что на самом деле Деодато заставил актёров подписать контракт перед съёмками, по которому они обязуются ни под какими условиями не давать интервью прессе в течение года.